# Petrogale burbidgei
El monjon o warabi (Petrogale burbidgei) es una especie de marsupial diprotodonto de la familia Macropodidae. Es el menor de los walabís de las rocas, un género de marsupiales endémico de Australia. Habita en la región de Kimberley en  Australia Occidental y en algunas islas del Archipiélago de Bonaparte.
La especie fue descrita en 1978. Había eludido el contacto con los humanos, principalmente por sus naturaleza tímida, su pequeño tamaño (30-35 cm de largo) y su distribución limitada. Vive preferentemente en pastizales secos y terrenos rocosos.
El animal es de color oliva, con una franja blanca sobre su cadera. La especie se encuentra próxima a estar amenazada, en parte por su reducido territorio. Futuras explotaciones de bauxita en la meseta Mitchell, una de sus zonas de distribución, podría afectar negativamente a la especie.